# Fritz Joachim Weyl

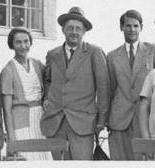
Von links: Helene Weyl, Hermann Weyl, Joachim Weyl

Fritz Joachim Weyl, er benutzte den Vornamen Joachim, (* 19. Februar 1915 in Zürich; † 20. Juli 1977 in New York City) war ein US-amerikanischer Informatiker und Mathematiker.

## Leben
Fritz Joachim Weyl war der Sohn der Schriftstellerin Helene Weyl und des berühmten Mathematikers Hermann Weyl, mit dem er 1943 das Buch Meromorphic functions and analytic curves veröffentlichte (entstanden aus Hermann Weyl´s Vorlesungen am Institute for Advanced Study).
Nach dem Abitur im März 1933 emigrierte Weyl zunächst in die Schweiz und im Oktober 1933 in die USA. Er studierte am Swarthmore College mit dem Bachelor-Abschluss 1935 und an der Princeton University mit dem
Master-Abschluss 1937 und der Promotion 1939 bei Salomon Bochner (Analytic Curves). Ab 1946 lehrte er an der George Washington University. Von 1968 bis 1977 lehrte er als Professor und Dekan am Hunter College in New York City.
1989 erhielt er mit Gordon D. Goldstein und anderen den Computer Pioneer Award für frühe Arbeiten zu Computern am Office of Naval Research (ab 1946).